# انتخابات الرئاسة الأمريكية 1948
الانتخابات الرئاسية الأمريكية 1948 هي الانتخابات الرئاسية الأمريكية التي جرت في 2 نوفمبر 1948، لانتخاب رئيس الولايات المتحدة، فاز بالانتخابات هاري ترومان.